# Чепцов, Ефим Михайлович
Ефим Михайлович Чепцов (28 декабря 1874, Медвенка, Курская губерния — 8 января 1950, Москва) — русский и советский живописец и педагог, заслуженный деятель искусств РСФСР (1946), член Ленинградского Союза советских художников.

## Биография

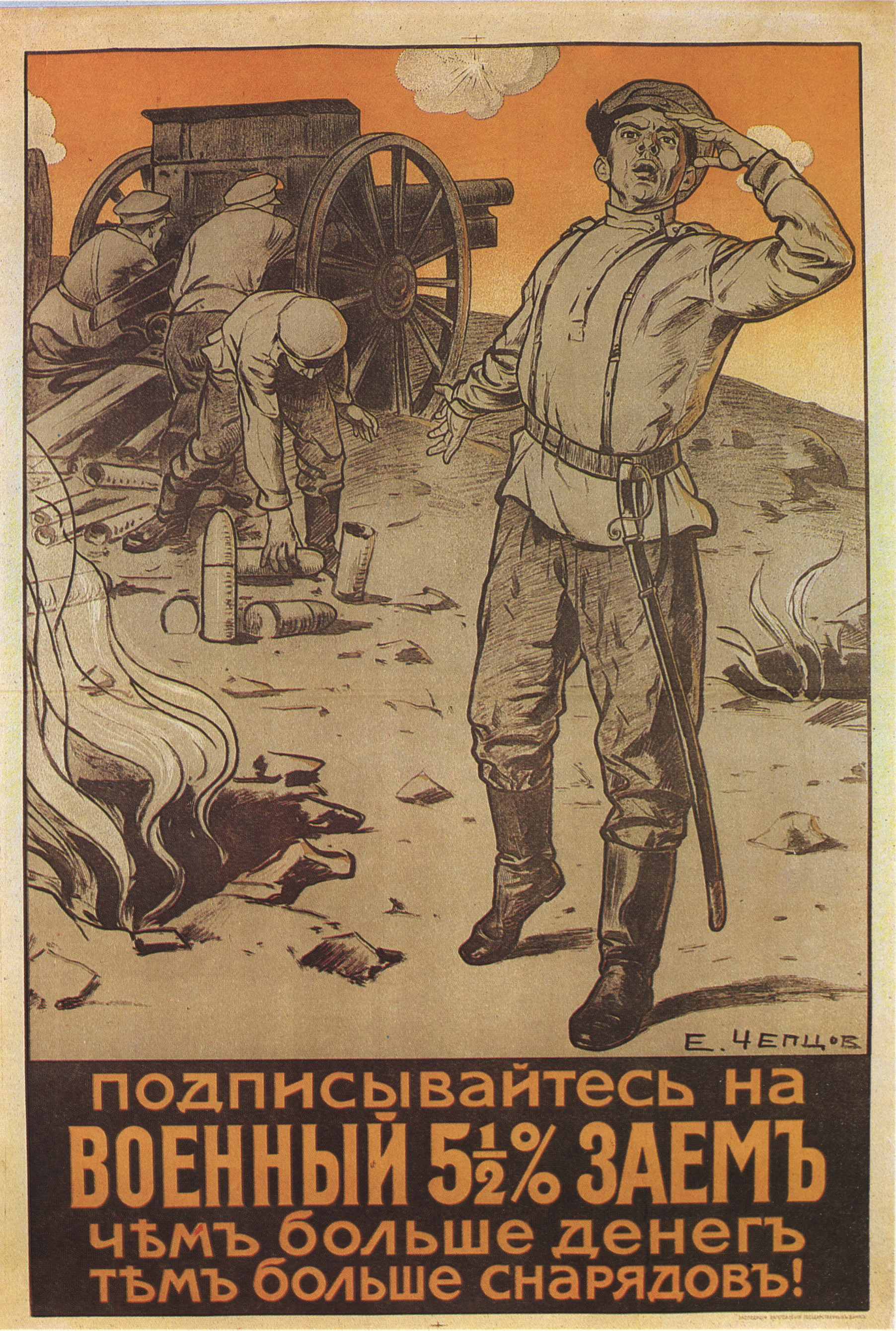
Подписывайтесь на военный заём. 1916.

Окончил рисовальную школу при Киево-Печерской Лавре. С 1895 года жил в Петербурге. В 1901—1904 годах занимался в художественной студии М. К. Тенишевой. В составе группы учеников студии расписывал церковь во Флоренции под руководством профессора Преображенского. В 1905—1911 учился в Высшем художественном училище у В. Савинского, Я. Ционглинского, В. Маковского. В 1911 году за картину «У доктора» Чепцов получил звание художника и право на заграничную командировку. Он посещает художественные музеи Берлина, Вены, Парижа, Флоренции, Рима, а затем поселяется на острове Капри, где знакомится с А. М. Горьким. За холст «Капри» премирован Академией вторичной поездкой в Италию, а также в Голландию и Бельгию. После возвращения в Россию в 1914 году жил в Петербурге, но на лето переезжал на родину в Медвенку, где делал многочисленные натурные этюды и зарисовки.
После революции жил в Медвенке и вернулся в Петроград в 1922 году. Участвовал в выставках Общества имени А. И. Куинджи (1925—1930), и АХРР — АХР (1922—1932). Преподавал в студии АХР (1926—1929), в Ленинградском институте живописи, скульптуры и архитектуры (1933—1941), в Московском городском педагогическом институте им. В. П. Потёмкина (1945—1949). В основном работал в жанре пейзажа и бытовой картины. Среди созданных Чепцовым произведений картины «Охотник» (1906), «Подруги» (1918), «Заседание сельской ячейки» (1924), «Эвакуация с Украины Махно» (1925), «Переподготовка учителей» (в некоторых источниках «Школьные работники»), «Проведение дня кооперации в деревне» (обе 1926), «Ленин на даче Горького на Капри», «Ленин и Горький с рыбаками на лодке» (обе 1930-е), «Среди родных» (1945) и другие.
В 1946 году был удостоен почётного звания «заслуженный деятель искусств РСФСР».
Похоронен на Введенском кладбище (3 уч.).

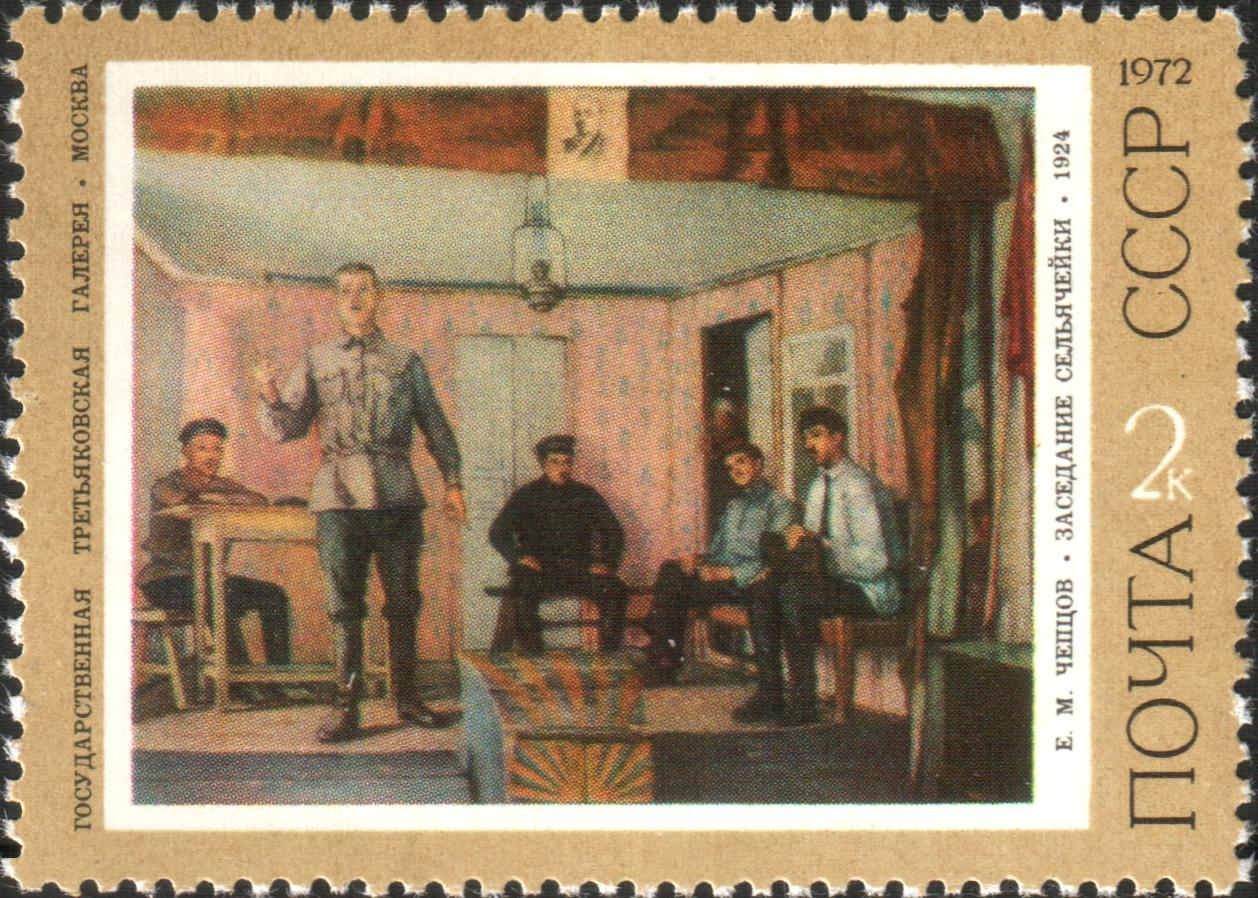
Почтовая марка СССР, 1972 год. Картина "Заседание сельячейки"

Произведения Е. М. Чепцова хранятся в Государственном Русском музее, Государственной Третьяковской галерее, Ростовском областном музее изобразительных искусств, в многочисленных музеях и частных собраниях в России и других странах.